# Bilz y Pap
Bilz y Pap son los nombres de dos bebidas gaseosas chilenas producidas desde principios del siglo XX por la Compañía de Cervecerías Unidas (CCU). Su aparición ocurrió en Santiago en 1905, cuando se puso a la venta Bilz, con sabor a granadina, y en 1927, cuando se empezó a comercializar Pap, con sabor a papaya.

## Historia

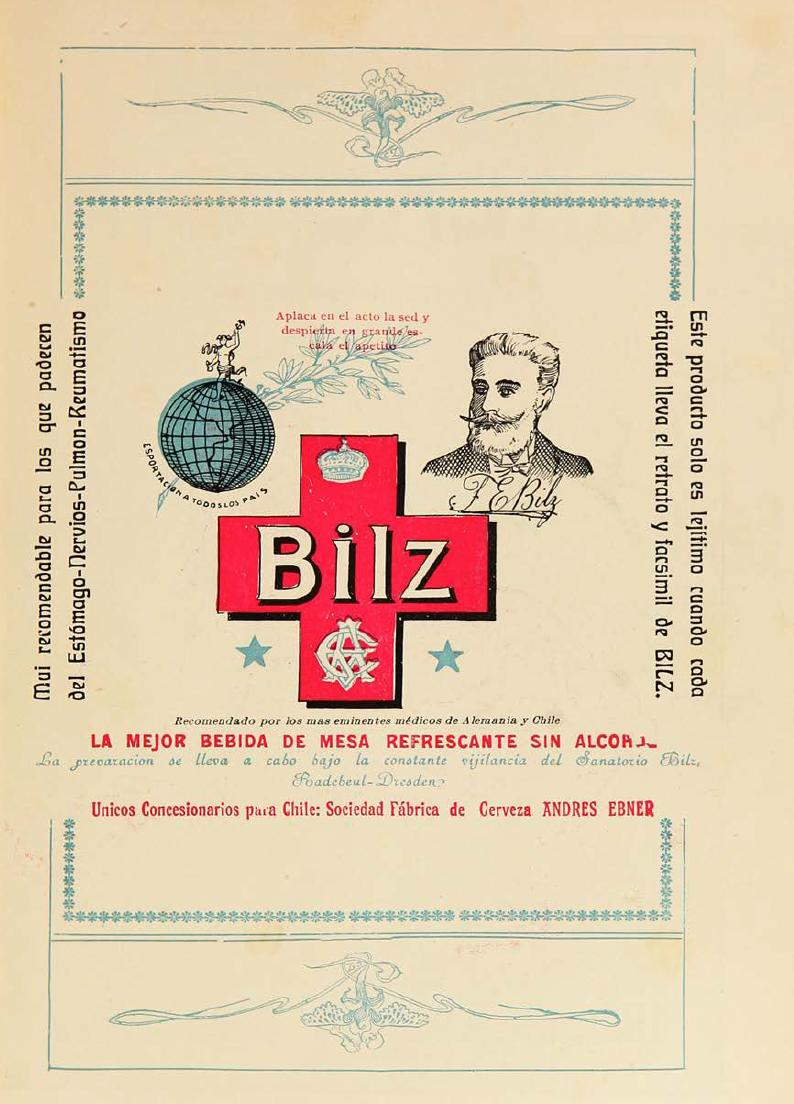
Aviso de Bilz, producida por Cervecería Ebner (1908).

En la capital chilena en 1905 se puso a la venta Bilz, con sabor a granadina, inspirada en un brebaje alemán del mismo nombre que entonces era producida por la Embotelladora Ebner. En 1916 la Compañía de Cervecerías Unidas (CCU) adquirió la compañía Ebner y Bilz entró a su portafolio de productos.
En 1927 se lanzó al mercado Papaya Rex Imitation, que en 1960 comenzó a llamarse simplemente Pap. Su sabor frutal y aroma está inspirado en la papaya chilena (Vasconcellea pubescens), fruta que se encuentra exclusivamente en la región de Coquimbo.
Aunque en un principio se comercializaban por separado, ambas gaseosas pasaron a ser una sola marca y obtuvieron el nombre por el que son conocidas hasta hoy —Bilz y Pap— a partir de 1970, y se transformaron en los líderes en el mercado chileno de bebidas con sabor. Para ese entonces, Bilz y Pap ya tenían un mercado asegurado puesto que eran las bebidas gaseosas más antiguas de Chile y de América Latina. Cinco años más tarde, se diseñaron sus envases definitivos, que por la rápida aceptación del público tomaron el formato familiar con éxito. En la misma década, CCU publicó en la revista infantil El Peneca, una tira cómica llamada «Las aventuras de don Bilz». En este mismo periodo, nació el eslogan «Con Bilz y Pap, un mundo de fantasía», vigente hasta 1997, cuando aparecieron Bily y Maik, las mascotas galácticas de Bilz y Pap. 
Durante la década de 1980, ambas bebidas comenzaron a destacarse y se posicionaron en la mente de los chilenos. Fue gracias a la campaña publicitaria que se acuñó la frase «El mundo de Bilz y Pap», que entró en el lenguaje popular del español chileno.
En 2010, Bilz y Pap ingresó al Marketing Hall Of Fame, distinción entregada a marcas exitosas en el tiempo y que han contribuido de manera sobresaliente a la mercadotecnia con calidad, innovación y profesionalismo de la gestión. Bilz y Pap es la quinta marca de CCU en recibir este importante reconocimiento. El portafolio de productos se amplió y se lanzaron tres nuevos sabores de fantasía: Pop morada en 2011, Pop verde a mediados de 2012 y Pop celeste en noviembre de 2012, que se dejaron de vender en 2013. En 2015 se lanzaron los nuevos sabores candy cherry, algodón de azúcar y se relanzó el sabor morado. En agosto de 2016, se lanzó el sabor naranja.
En 2012, la marca decidió relanzar una edición limitada de sus botellas de 1905. Para esto se realizó una campaña publicitaria inspirada en los cartoons de principios de 1900, además de distribuir las botellas retro. Se dejaron de vender en octubre de 2012.

## En la cultura popular
En Chile, la expresión «el mundo de Bilz y Pap» se usa de forma irónica para designar un mundo idealizado, una ilusión de felicidad o «la pretensión de todo lo bonito».